# Кутир на Лоари
Кутир на Лоари (фр. Couture-sur-Loir) насеље је и општина у централној Француској у региону Центар (регион), у департману Лоар и Шер која припада префектури Вандом.
По подацима из 2011. године у општини је живело 410 становника, а густина насељености је износила 28,67 становника/km². Општина се простире на површини од 14,3 km². Налази се на средњој надморској висини од 70 метара (максималној 136 m, а минималној 54 m).

## Демографија
| 1962. | 1968. | 1975. | 1982. | 1990. | 1999. | 2011. |
| ----- | ----- | ----- | ----- | ----- | ----- | ----- |
| 594   | 606   | 535   | 467   | 450   | 433   | 410   |

График промене броја становника у току последњих година